# Salyersville
Salyersville è un comune degli Stati Uniti d'America, situato nello Stato del Kentucky, nella Contea di Magoffin, della quale è il capoluogo.
Viene citata nel film "Edge of tomorrow"